# 蘇治芬

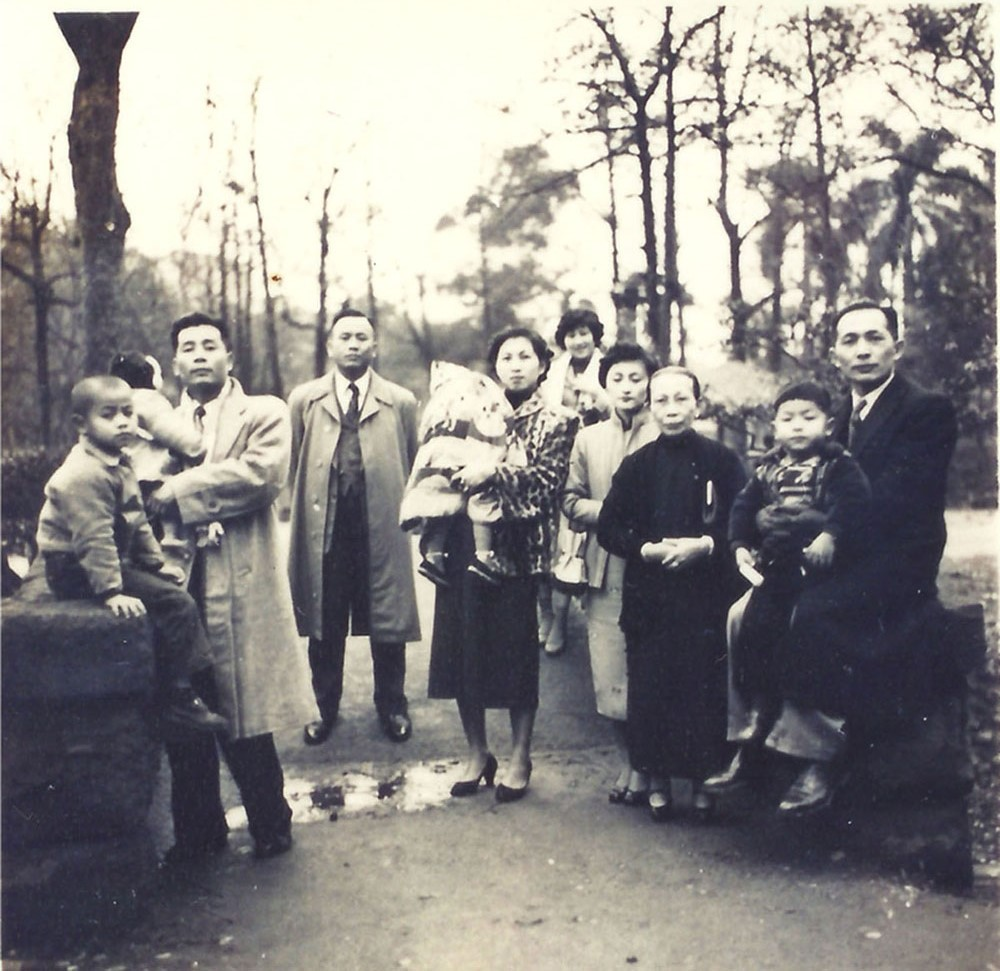
1956年，蘇東啟(左)與洪月嬌(中)等合影於臺北北投，蘇東啟所抱者即為蘇治芬，洪月嬌所抱者則為蘇治芬姐姐蘇治洋。

蘇治芬（臺灣話 : Soo Tī-hun，1953年7月10日—），臺灣政治人物，生於雲林縣北港鎮，現任中央畜產會董事長，曾任民主進步黨雲林縣選區國民大會代表、立法委員及雲林縣縣長。當選國大代表後，於2000年代踏入立法院，2004年立法委員選舉沒有參選連任，改於2005年參選雲林縣縣長並當選，2009年連任，為雲林縣首位非中國國民黨籍及首位女性縣長。2015年3月4日民進黨2016選舉對策委員會開會，前行政院院長、選對會顧問謝長廷成功勸進雲林縣前縣長蘇治芬參選2016年雲林第一選區立法委員，成為2008年選制變革以來該選區首位民進黨籍立委，2020年雖以小幅差距順利蟬聯，但於2024年以三千票之差意外落敗，連任失利。

## 家族
父親蘇東啟生前長期投身民主運動，曾任雲林縣議會議員，是黨外民主運動與獨立運動先驅。母親蘇洪月嬌生前也長期擔任黨外及民主進步黨籍省議員，在黨外政壇頗為活躍；姊姊蘇治洋曾任省議員、國大代表。曾有兩次婚姻，第二任丈夫黃武雄為臺灣大學數學系退休教授、知名教育改革專家。妹妹蘇勳璧曾任衛生署疾病管制局（後改制為衛生福利部疾病管制署）第三分局副局長。

## 經歷
2001年12月1日，當選第五屆立法委員。
2005年12月3日，參選第十五屆雲林縣縣長選舉，並以三萬多票擊敗國民黨的許舒博當選。
2009年12月5日，爭取連任參選第十六屆雲林縣縣長選舉，以『雲林贏在改變』為競選口號，提出『農業首都』願景選舉結果以十萬票大贏國民黨臨時徵召的吳威志當選。
2016年1月16日，擊敗前縣長張榮味之子張鎔麒當選第九屆立法委員。2020年1月11日，再度擊敗雲林張派前立委張嘉郡（張榮味之女、現任縣長張麗善侄女）當選第十屆立法委員。
2024年1月13日，在第十一屆立法委員立委選舉中得8萬1707票、（46.06％）敗給得8萬4376票（得票率47.77%）的國民黨候選人丁學忠。
選後，蘇治芬獲總統賴清德任命為中央畜產會董事長，他因此辭去黨內中常委一職，由陳淑華接任。

## 雲林縣縣長

### 城鄉地政建設
斗六社口區段徵收：社口區段位於斗六市區東南側，臨大學路、中正路及鎮南路等交通要道，為斗六市之重要門戶，面積23.2024公頃，係都市計畫內農業區及墓地，深具發展潛力，在83.6.1 發布實施「變更斗六都市計畫案」，將上開範圍由農業區及墓地附帶條件變更為住宅區、機關等用地。但發布實施以後因公墓遷葬懸而未決與規劃配置不當等問題，未能有效整體開發建築，影響民眾權益及妨礙都市景觀與交通甚鉅。蘇治芬強力推動完成徵收案，未來將規劃公園綠地、商業區、住宅區及其他，將引入藝術展演、商業活動等，讓原本都市毒瘤，蛻變為雲林溪水岸藝術園區。

### 農業
國際農業機械暨資材展：自2006年起與台灣臺灣農機公會共同舉辦，起初位於斗六棒球場，隨著規模的擴大，移至現今高鐵雲林站旁，遂農業界年度盛事，每屆展出規模與交易金額均年年突破。
2013雲林農業博覽會：2013年12月25日至2014年3月6日舉辦2013雲林農業博覽會為台灣第一個農業博覽會，並獲得交通部觀光局「台灣遊購讚，觀光我最行」最佳觀光整合行銷獎。

### 交通
敬老行樂專車：2007年縣府規劃斗六－華山、崙豐－虎尾、北港－斗六三條路線，供老人與身心障礙者免費搭乘，落實照顧老人及身障者政策。
幸福專車：為解決偏遠地區公共運輸設施不足問題，於2012年起開辦幸福專車，最初由古坑、虎尾、褒忠、水林及口湖等5鄉鎮先試辦，至今已擴至9鄉鎮市
元長外環道：興建元長外環道，分散前往市區的高速車流。

### 治水
將水利課改制成立水利局，改善淹水面積100平方公里。並且進行如台西火燒牛稠大排、口湖宜梧滯洪池、水林口湖尖山大排等大型治理工程。

### 文化
推動雲中街文創聚落、雲林故事館、虎尾鐵橋、二崙故事屋等古蹟活化與修復。

## 弊案指控
2008年11月4日，時任雲林縣長蘇治芬因涉嫌收受500萬元新臺幣賄款遭檢察官拘提調查，雲林地方檢察署以蘇涉嫌重大，有串證之虞，向法院聲押。開聲押庭時，蘇一度步出法庭高舉戴著手銬的雙手、大喊「抗議」。民進黨主席蔡英文說：「民進黨應該被檢驗，但司法更該公平，不能選擇性執行，現在真的發現很多可以被質疑的空間。」雲林縣副縣長李應元強調：「綠營政治人物將一一被整肅，我們早有心理準備，但相對嘉義縣長陳明文到案說明，雲林檢方的做法根本是蓄意污辱人。」
11月4日，雲林地方法院檢察署因同案被告葉安耕做為污點證人指證，而認為她涉及璟美垃圾掩埋場收賄弊案，將她拘提到案後，向雲林地方法院聲請羈押。
11月5日，雲林地方法院裁定600萬新臺幣交保，由於檢方未傳即拘，加上法院對交保羈押與否遲疑不決，明顯有司法上的粗暴及瑕疵。蘇治芬以拒絕交保並且絕食為對抗手段，因而被收押在雲林看守所，且絕食行為持續200小時以上。雲林地方檢察署主任檢察官林文亮認為，蘇實際上更涉賄賂縣議會議員及向長庚醫院集團索賄的長庚醫院雲林分院大樓增建收賄弊案，並可謂「罪證確鑿」。但民主進步黨內認為檢方所指控她貪污的說法過於牽強、亦缺乏有效證據，將政治獻金誣指為賄賂，因此民主進步黨表示將不分派系都支持蘇治芬。民進黨也認為檢方審前羈押，此係押人取供的作法。
11月14日，雲林地檢署偵結起訴蘇治芬在內等六人，並具體求刑15年、褫奪公權八年，追繳其不法所得2,100萬元。當日晚間移審迄當日深夜12點，雲林地方法院裁定蘇治芬當庭無保釋放，但限制出境與限制住居。
2009年7月，民主進步黨於黨內自行成立法律小組，將對檢察官濫權起訴案件進行檢舉。首波鎖定雲林地檢署。
2010年8月，林濁水指出國民黨奪回政權後，司法盛行「辦綠不辦藍」，一直到蘇治芬收押事件達到了一個高峰。林濁水認為蘇案激起強烈的民怨，讓本來可能無法連任的蘇治芬聲勢逆轉高票當選連任，這種司法惡搞才暫時停頓。
裁判案由：貪污等；起訴案號：臺灣雲林地方法院檢察署97年度偵字第4257號、第4258號、第5190號、第5791號、第5792號
2011年4月29日，璟美垃圾掩埋場弊案與長庚醫院弊案，雲林地方法院一審宣判蘇治芬等人無罪，理由是被告退回款項，並無收受賄賂等情，檢方不服，繼續上訴。
2012年8月31日，台灣高等法院台南分院宣判，二審仍維持一審之無罪判定。
2013年1月10日，最高法院宣判，蘇治芬被檢方指控收賄一案，歷經三審皆認定無罪，全案定讞。

## 爭議

### 六輕
中央社報導，自救會表示，六輕年產值達1兆6594億元，犧牲的卻是雲林、彰化居民的健康。但雲林縣長蘇治芬卻沒訂定相關規定，繼續頒發許可證，讓當地民眾質疑
林內焚化爐建成荒廢後，面臨垃圾無處焚化的窘境，縣府要求六輕助燒垃圾 麥寮鄉反彈 
針對台塑十億元回饋金風波，台塑集團昨天再度澄清，捐助十億元匯入雲林縣政府公庫，是指定用途專款專用，不是私相授受的黑錢，與縣政府監督六輕工安無關。
來自雲林、彰化、南投、台南、台北等多個環保團體300多人，穿白衣、帶黑色氣球，半聚集台塑六輕行政大樓前抗議，要求拿出禁燒石油焦與煤的時程表、停止申請擴廠。警方部署大批警力維持秩序，群眾一度因越過中線兩步想遞交陳情書給台塑高層，引起與警方的推擠。抗議過程中，還有抗議民眾與雲林縣前縣長蘇治芬爆發口角。

### 雙面人爭議
蘇治芬在擔任雲林縣長期間處理六輕問題帶領人民到行政機關下跪抗議，高雄縣長楊秋興在台塑仁武廠產業工會活動時批評：「哪有縣長帶頭抗爭？哪有縣長漫天喊價？實在是非常不好的示範！」、「民進黨要出來處理，不能讓人民覺得你是反商的政黨。」，楊秋興說，政府應站在協調者的立場，縣長帶頭抗爭，等同要趕走台灣企業，非常不可取，最近還有人提議六輕應於2020年遷廠，「等於逼迫企業自殺！」中國國民黨文傳會主委蘇俊賓也指出，地方政府有直接稽查取締權力，甚至可勒令停工，蘇治芬之舉動實為卸責。
在六輕公文曝光後，發現蘇治芬7月29日到行政院下跪，隔天即通過六輕建物的使用執照，事後雲林縣政府發出聲明，表示所核發之使用執照為台塑石化公司麥寮三廠申請興建塑化工用機械室，係為一般人民申請案件，核發權授權為三層決行即可，該案申請日期為99年6月25日，7月9日進行會勘，會勘結果符合，由縣府建管科長於7月26日決行，並於7月30日正式發文，該案完全依照且符合行政程序執行。 但民眾仍質疑其是否「人前抱屈、人後收錢」，因為在工安事件的浪頭上，蘇治芬還敢於核准並發給使用執照，恐怕不能夠排除人謀不臧的可能性。蘇治芬人前下跪、人後核准使用執照的做法，被批評為「雙面人」。

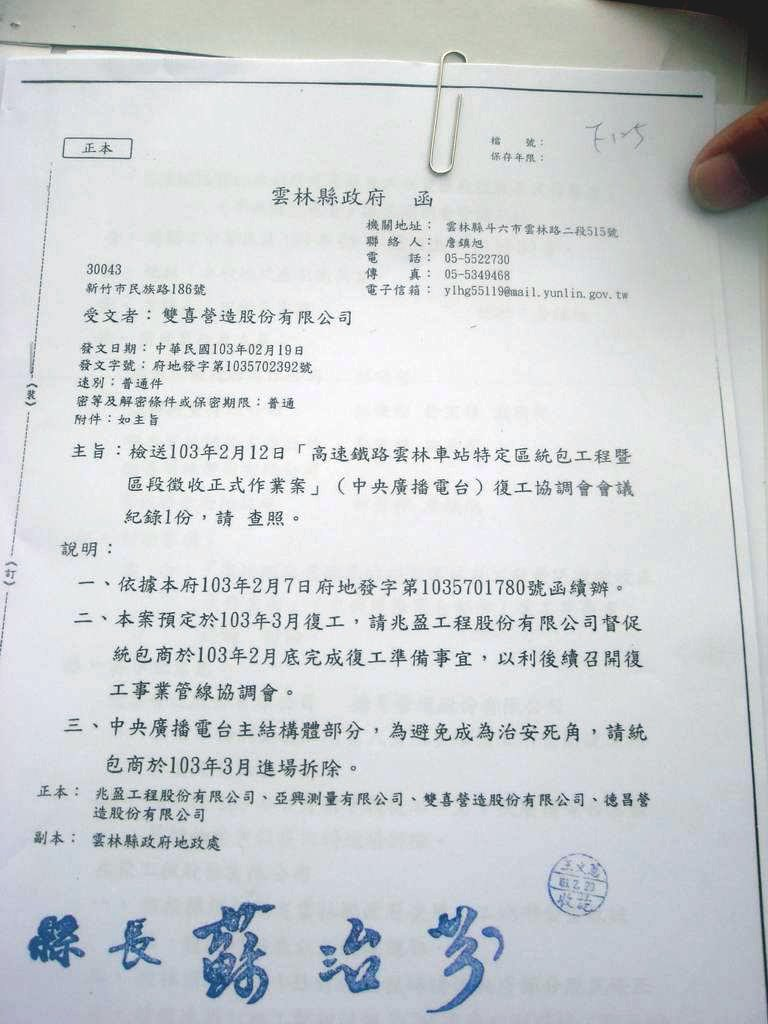
雲林縣政府發公文拆除定遠電台主結構體部分。公文上有縣長蘇治芬的印章。

雲林定遠電臺遭拆除前，雲林縣政府發公文給台灣高鐵雲林車站特定區統包工程各統包商，請統包商於本年3月拆除定遠電台主結構體部分，以免「成為治安死角」。3月7日，雲林縣政府地政處未知會雲林縣政府文化處及地方人士，直接以怪手惡意偷拆定遠電台主建築旁宿舍區，蘇治芬卻人在日本參加東京食品展閉幕活動，僅以越洋電話指示副縣長施克和停止拆除工作，但此時定遠電台已遭拆毀。3月8日，由施克和代表雲林縣政府公開道歉。張妙祝諷刺，雲林縣政府才剛在雲林農業博覽會宣稱捍衛人與土地的關係，雲林農業博覽會閉幕後只剩赤裸裸的土地開發利益。3月13日，蘇治芬與民主進步黨雲林縣縣長參選人李進勇、雲林縣政府地政處處長蘇瑞原、虎尾鎮鎮長林文彬等人至定遠電台勘查，看到定遠電台被拆得體無完膚，蘇治芬搖頭直說「太遺憾了」。9月11日，數十名雲林學子組成的青年文化團體「凌雲club」到定遠電台前演行動劇指雲林縣政府未保護文化資產、更沒追究定遠電台被拆案過失人員，並宣布自行做的民調指半數網友認為定遠電台被拆是蘇治芬的錯。

### 防颱
潭美颱風為雲林縣帶來嚴重災情，蘇治芬率500縣民北上爭取治水預算，卻因行政院無法承諾多給經費，大動作率領包括有意參選下屆雲林縣長的立委劉建國及李應元、李進勇在政院大門口撒紅粉抗議，甚至上演下跪的激情戲碼。
康芮颱風來襲後，蘇治芬才在早上八點突然宣布雲林縣停班停課，遭致民眾批評。蘇治芬坦承太晚宣布，但同時卻責怪氣象局預測失準，被批評有卸責之嫌。
康芮颱風來襲時，雲林縣各地淹水頻傳，許多人質疑颱風來襲前一天，蘇治芬還率領五百多人，到台北抗議討治水預算，甚至激動下跪，以致防災工作未落實，被批評「只顧抗議忘了防颱」。

### 農業博覽會經費預算爭議
農業博覽會到底花多少錢？縣府提供給議會的資料表示農博經費四億五千五百萬，但網站卻宣稱「耗資十五億到二十億元」，議員李明哲質疑「騙很大」，兩說法相差四倍，到底是矇騙議會還是欺騙社會，不過，李明哲日前向縣府調資料，計畫處提供的農博經費來源，全部花費卻僅四億五千五百萬元，其中一億由縣府編列，其餘都是這幾年陸陸續續向台塑「募款」，是否為不樂之捐無從得知。犧牲的卻是雲林、彰化居民的健康。

### 換富事件
2018年九合一大選，原有意競選麥寮鄉鄉長的許忠富在登記截止前夕宣布退出選戰，據傳是蘇治芬要求許忠富不要參選，並有意禮讓立委的位置給許忠富。2019年原本擬定由許忠富參選雲林縣海線立委，不料又被換下，再度由蘇治芬競選。兩起事件均引發爭議。

### 其他
2007年，妹妹蘇勳璧於衛生署疾病管制局（衛生福利部疾病管制署前身）第三分局副局長任職期間，向國內四家醫院借用傳染病菌「類鼻疽菌株」，作為個人私自研究用，沒有向上報備。
2013年崙背國小四年級月考閱讀測驗童詩「雞脫光光招待客人」，蘇治芬在雲林縣議會答詢時回應，以縣長和母親的角度，這題考題確實不適合考國小生，她已指揮雲林縣政府教育處進行調查和懲處命題老師。教育界認為，此童詩純真無邪，不應惡意解讀。全教總批評，蘇治芬的發言是政治干涉教育
2018年9月20日，無黨籍雲林縣縣長候選人王麗萍在虎尾厝沙龍成立競選總部，不滿蘇治芬在臉書公開貼文指控她「果然是張榮味家族的選舉側翼……看來是要逼我回防鞏固民主基盤，不能讓黑金復辟」，向臺灣雲林地方檢察署控告蘇治芬涉嫌《公職人員選舉罷免法》「意圖使人不當選罪」。王麗萍表示，國民黨雲林縣縣長候選人張麗善與民進黨提名競選連任的縣長李進勇，都是欽定的接班人；唯有擺脫張榮味的家族派系與蘇治芬的欽點接班，才能讓雲林再次成為台灣民主的榮光。

### 行政不中立 疑似上班時間挺罷免
大罷免於2025年7月26日投票，民眾黨立委黃國昌表示，接到雲林鄉親陳情，中央畜產會董事長蘇治芬一天到晚回雲林，疑似於上班時間搞大罷免，要求農業部查明，農業部長陳駿季則回應，「會再去了解」。

## 選舉紀錄
| 年度 | 選舉屆數               | 選舉區               | 所屬政黨   | 得票數  | 得票率 | 當選標記 | 備註 |
| ---- | ---------------------- | -------------------- | ---------- | ------- | ------ | -------- | ---- |
| 2001 | 第五屆立法委員選舉     | 雲林縣立法委員選舉區 | 民主進步黨 | 58,960  | 17.42% |          |      |
| 2005 | 第十五屆雲林縣縣長選舉 | 雲林縣               | 民主進步黨 | 201,192 | 53.37% |          |      |
| 2009 | 第十六屆雲林縣縣長選舉 | 雲林縣               | 民主進步黨 | 229,958 | 65.36% |          |      |
| 2016 | 第九屆立法委員選舉     | 雲林縣第一選舉區     | 民主進步黨 | 87,378  | 53.73% |          |      |
| 2020 | 第十屆立法委員選舉     | 雲林縣第一選舉區     | 民主進步黨 | 94,786  | 50.61% |          |      |
| 2024 | 第十一屆立法委員選舉   | 雲林縣第一選舉區     | 民主進步黨 | 81,707  | 46.06% |          |      |

## 著作
- 《時鐘．消失的十一天》，蘇治芬，台灣：前衛，2009年（民98）ISBN 9789578016194

## 外部連結
- 蘇治芬Facebook （页面存档备份，存于）
- YouTube上的蘇治芬頻道

| 中華民國政府職務                   | 中華民國政府職務                                               | 中華民國政府職務 |
| ---------------------------------- | -------------------------------------------------------------- | ---------------- |
| 雲林縣政府                         |                                                                |                  |
| 前任： 李進勇（代理） 正任：張榮味 | 雲林縣縣長 第十五屆 2005年12月20日－2008年11月4日              | 繼任： 李應元    |
| 前任： 李應元                      | 雲林縣縣長 交保後復職、第十六屆 2008年11月17日－2014年12月25日 | 繼任： 李進勇    |